# Phyciodes epula
Phyciodes epula är en fjärilsart som beskrevs av Jean Baptiste Boisduval 1869. Phyciodes epula ingår i släktet Phyciodes och familjen praktfjärilar. Inga underarter finns listade i Catalogue of Life.